# Алайбегович, Керим
Кери́м-Сам Алайбе́гович (босн. Kerim-Sam Alajbegović; родился 21 сентября 2007, Кёльн, Германия) — боснийский футболист, вингер австрийского клуба «Ред Булл Зальцбург».

## Клубная карьера
Родился в Кёльне, Германия, где занимался футболом в академии одноимённого клуба. В 2021 году перешёл в «Байер 04». 29 октября 2024 года впервые попал в заявку основной команды клуба на матч Кубка Германии против «Эльферсберга», однако на поле не появился. 29 января 2025 года в первый раз был заявлен на игру Лиги чемпионов против пражской «Спарты», но не принял участие в матче.
3 июля 2025 года перешёл в австрийский «Ред Булл Зальцбург». 23 июля 2025 года дебютировал за новый клуб, выйдя на замену в матче квалификации Лиги чемпионов против норвежской команды «Бранн». 26 июля 2025 года впервые вышел в стартовом составе «Ред Булла» на игру Кубка Австрии против клуба «Унион Дитах» и забил свой первый гол в профессиональном футболе.

## Карьера в сборной
Выступал за сборные Боснии и Герцеговины до 15, до 17, до 19 лет и до 21 года.